# Сором (фільм, 1968)
«Сором» (швед. Skammen) — шведська драма сценариста та режисера Інґмара Берґмана з Лів Ульман і Максом фон Сюдовом у головних ролях.

## У ролях
- Лів Ульман — Єва Розенберг
- Макс фон Сюдов — Ян Розенберг
- Зіґґе Фюрст — Філіпп
- Ґуннар Бйорнстранд — полковник Якобі
- Біргитта Вальберг — пані Якобі
- Ганс Альфредсон — Лобеліус
- Інгвар Келлсон — Освальд
- Франк Сундстрем — головний слідчий
- Ульф Йогансон — доктор

## Виробництво
Берґман завершив написання сценарію навесні 1967 року. Режисер заперечував те, що фільм є висловлюванням про війну у В'єтнамі, яка велася у той час.
Фільмування стартувало у вересні 1967 року. Фільм був знятий на острові Форьо. Для сцен війни було використано мініатюрні моделі. Оператор Свен Нюквіст використовував ручні камери та трансфокатори для багатьох сцен. Також знімання проходили у місті Вісбю, на острові Готланд. Фільмування завершилися 23 листопада.

## Реліз
Прем'єра фільму відбулася на Incontri di Cinema di Sorrento в Сорренто, Італія, на якій Берґман був відсутній через хворобу. 29 вересня 1968 року у Стокгольмі стартував прокат стрічки. У 2018 році The Criterion Collection видали Blu-ray-реліз із 39 фільмами Інґмара Бермана, включно з «Соромом».

## Критика
Полін Кейл із «Нью-Йоркера» написала у своєму відгуку наступне: «„Сором“ — шедевр, …погляд на те, як війна впливає на двох людей». Вона відзначила «чудову у вимогливій головній ролі» Лів Ульман та «стриманого, як старий чоловік, що тримається на уламках свого життя» Ґуннара Бйорнстранда. Рената Адлер у рецензії для «Нью-Йорк таймс» написала: «Чистий, гарно знятий, мало не посушливий у своєму натхненні». Кінокритик Джудіт Кріст назвала фільм «визначальним апокаліптичним баченням Берґмана, болючим і потужним», однак додала, що люди, які могли б з нього навчитися, як правило, не дивляться фільмів Берґмана. Роджер Еберт оцінив «Сором» у чотири зірки. Дрю Гант із «Чикаго рідер» вніс фільм до п'ятірки найкращих фільмів Берґмана.

## Нагороди
«Сором» представляв Швецію у номінації «Найкращий фільм іноземною мовою» на здобуття премії «Оскар» 1969 року, проте фільм не потрапив до списку ноімнантів.
| Премія                              | Дата вручення  | Категорія                       | Номінант       | Результат | Пр.    |
| ----------------------------------- | -------------- | ------------------------------- | -------------- | --------- | ------ |
| Золотий глобус                      | 24 лютого 1969 | Найкращий фільм іноземною мовою | «Сором»        | Номінація | [ 15 ] |
| Золотий жук                         | 13 жовтня 1969 | Найкраща актриса                | Лів Ульман     | Перемога  | [ 16 ] |
| Національна рада кінокритиків США   | 10 січня 1969  | Найкраща актриса                | Лів Ульман     | Перемога  | [ 17 ] |
| Національна рада кінокритиків США   | 1 січня 1970   | Найкращий фільм іноземною мовою | «Сором»        | Перемога  | [ 18 ] |
| Національна рада кінокритиків США   | 1 січня 1970   | Топ іноземних фільмів           | «Сором»        | Перемога  | [ 18 ] |
| Національна спілка кінокритиків США | січень 1969    | Найкращий фільм                 | «Сором»        | Перемога  | [ 19 ] |
| Національна спілка кінокритиків США | січень 1969    | Найкращий режисер               | Інґмар Берґман | Перемога  | [ 19 ] |
| Національна спілка кінокритиків США | січень 1969    | Найкащий сценарій               | Інґмар Берґман | 2         | [ 19 ] |
| Національна спілка кінокритиків США | січень 1969    | Найкраща актриса                | Лів Ульман     | Перемога  | [ 19 ] |
| Національна спілка кінокритиків США | січень 1969    | Найкраща операторська робота    | Свен Нюквіст   | 2         | [ 19 ] |